# フレアス
株式会社フレアス（英文社名：Fureasu Co., Ltd.）は、東京都渋谷区初台に本社を置く、訪問マッサージや訪問看護事業を行っている日本の企業。

## 概要
2000年に山梨県で創業された訪問マッサージ事業を、2002年に法人化して設立された。2019年からは訪問マッサージのフランチャイズ展開を開始。東北大学などの研究機関の研究者と連携し、鍼灸マッサージの研究や学会での学術論文の発表なども行っている。

## 沿革
- 2000年（平成12年）- 山梨県南巨摩郡でふれあい在宅マッサージを創業[7]。
- 2002年（平成14年）- 山梨県甲府市に有限会社ふれあい在宅マッサージを設立[7]。
- 2005年（平成17年）- 株式会社ふれあい在宅マッサージに組織変更[7]。
- 2011年（平成23年）- 東京都港区に東京本部を開設し、株式会社フレアスに商号を変更[7]。
- 2012年（平成24年）- 訪問看護事業を開始[7]。
- 2016年（平成28年）- 渋谷区に東京本部を移転[7]。
- 2017年（平成29年）- 株式会社星野リゾートと業務提携契約を締結[7]。
- 2019年（平成31年/令和元年）
  - 東京証券取引所マザーズ市場に上場[7]。
  - 保険適用マッサージサービスに係るフランチャイズの本格展開を開始。
- 2020年（令和2年）
  - コロナ禍で星野リゾートとの業務提携契約を解約[7][8]。
  - 株式会社レイスヘルスケアより新設分割された株式会社オルテンシアハーモニーの株式を取得し子会社化。
- 2021年（令和3年）- スカイハート株式会社の株式を取得し子会社化。
- 2022年（令和4年）- 看護小規模多機能型居宅介護事業を開始。